# Milnes Island
Milnes Island ist eine Insel im Archipel der Biscoe-Inseln westlich der Antarktischen Halbinsel. Sie liegt 3 km nördlich der Insel Woolpack Island.
Kartiert wurde sie bei der British Graham Land Expedition (1934–1937) unter der Leitung des australischen Polarforschers John Rymill. Das UK Antarctic Place-Names Committee benannte sie 1959 nach Vollmatrose Arthur R. Milnes von der Royal Navy, der von 1956 bis 1957 und von 1957 bis 1958 der britischen hydrographischen Vermessungseinheit im Gebiet der Biscoe-Inseln angehörte.